# Corymica crocina
Corymica crocina är en fjärilsart som beskrevs av Eugen Wehrli 1939. Corymica crocina ingår i släktet Corymica och familjen mätare. Inga underarter finns listade i Catalogue of Life.